# 로이 젱킨스

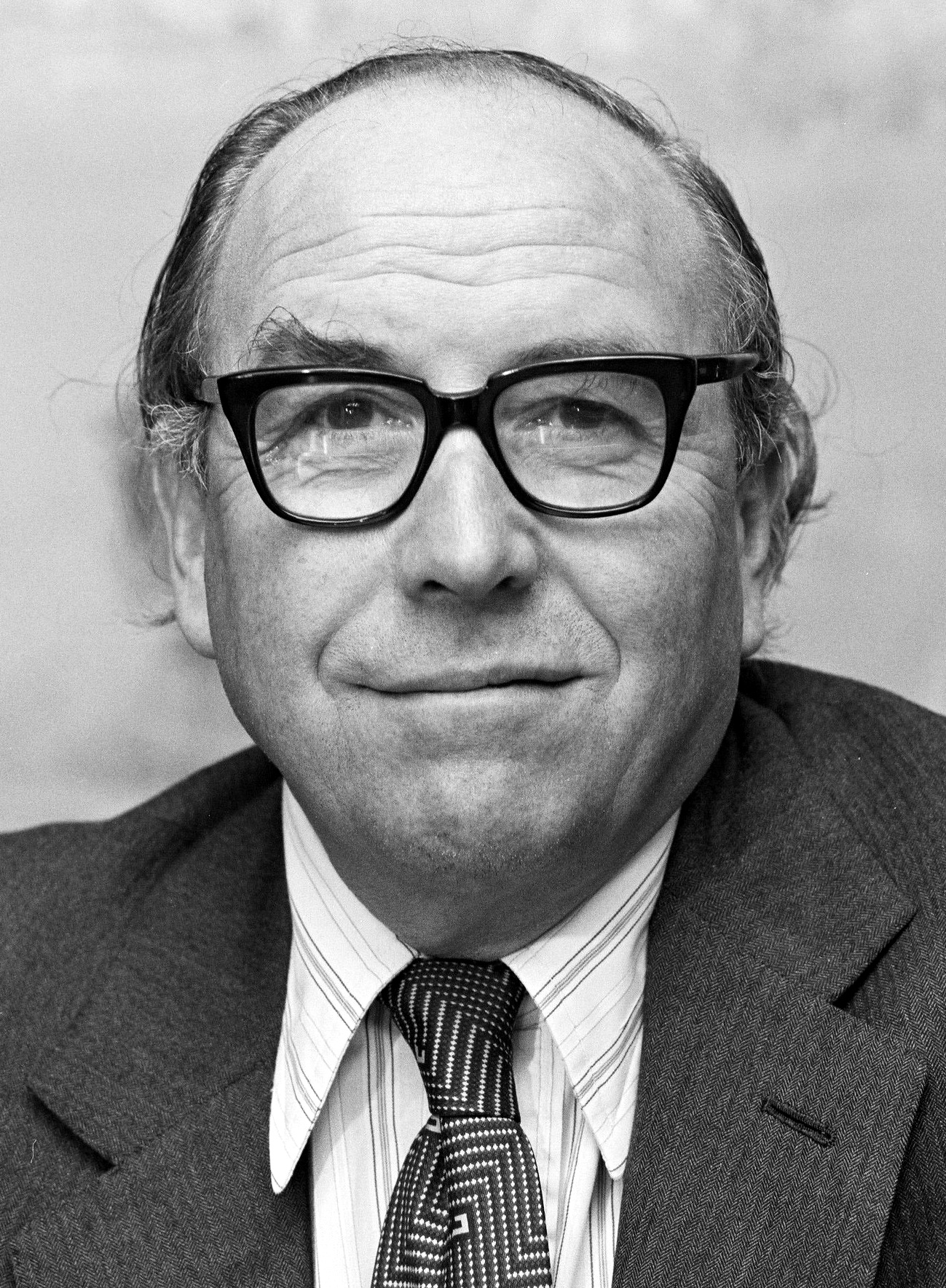
로이 젱킨스

로이 해리스 젱킨스(영어: Roy Harris Jenkins, 1920년 11월 11일 ~ 2003년 1월 5일)는 영국의 정치인이다.

## 생애
카디프 대학교, 옥스퍼드 대학교 베일리얼 칼리지(Balliol College)를 졸업했으며 제2차 세계 대전 중에는 영국군 포병부대에서 복무했다. 1948년 4월 29일부터 1977년 3월 31일까지 노동당 하원 의원을 역임했다.
노동당 내각에서 영국 항공부 장관(1964년 10월 18일 ~ 1965년 12월 23일), 영국 내무부 장관(1965년 12월 23일 ~ 1967년 9월 30일, 1974년 3월 5일 ~ 1976년 9월 10일), 영국 재무부 장관(1967년 11월 30일 ~ 1970년 6월 19일)을 역임했다. 1970년 6월 8일부터 1972년 4월 10일까지 노동당 부당수를 역임했고 1970년 6월 19일부터 1972년 4월 10일까지 노동당 예비 내각 재무부 장관, 1973년 11월 25일부터 1974년 3월 5일까지 노동당 예비 내각 내무부 장관을 역임했다.
1977년 1월 6일부터 1981년 1월 19일까지 유럽 연합 집행위원회의 위원장을 역임했다. 1981년에는 사회민주당을 설립했고 1982년 7월 7일부터 1983년 6월 13일까지 사회민주당 당수, 1988년 7월 16일부터 1997년 12월 19일까지 사회민주당 상원 원내대표를 역임했다.

## 역대 선거 결과
| 선거명      | 직책명                          | 대수 | 정당       | 득표율 | 득표수   | 결과 | 당락                        |
| ----------- | ------------------------------- | ---- | ---------- | ------ | -------- | ---- | --------------------------- |
| 1948년 선거 | 하원의원 (서더크 선거구)        | 38대 | 노동당     | 65.4%  | 8,744표  | 1위  | 서더크 하원의원 당선        |
| 1950년 선거 | 하원의원 (버밍엄 세포드 선거구) | 39대 | 노동당     | 58.48% | 33,077표 | 1위  | 버밍엄 세포드 하원의원 당선 |
| 1951년 선거 | 하원의원 (버밍엄 세포드 선거구) | 40대 | 노동당     | 59.50% | 34,355표 | 1위  | 버밍엄 세포드 하원의원 당선 |
| 1955년 선거 | 하원의원 (버밍엄 세포드 선거구) | 41대 | 노동당     | 58.43% | 23,358표 | 1위  | 버밍엄 세포드 하원의원 당선 |
| 1959년 선거 | 하원의원 (버밍엄 세포드 선거구) | 42대 | 노동당     | 53.57% | 21,919표 | 1위  | 버밍엄 세포드 하원의원 당선 |
| 1964년 선거 | 하원의원 (버밍엄 세포드 선거구) | 43대 | 노동당     | 56.83% | 22,421표 | 1위  | 버밍엄 세포드 하원의원 당선 |
| 1966년 선거 | 하원의원 (버밍엄 세포드 선거구) | 44대 | 노동당     | 64.19% | 24,597표 | 1위  | 버밍엄 세포드 하원의원 당선 |
| 1970년 선거 | 하원의원 (버밍엄 세포드 선거구) | 45대 | 노동당     | 56.13% | 22,559표 | 1위  | 버밍엄 세포드 하원의원 당선 |
| 1974년 선거 | 하원의원 (버밍엄 세포드 선거구) | 46대 | 노동당     | 53.06% | 23,704표 | 1위  | 버밍엄 세포드 하원의원 당선 |
| 1974년 선거 | 하원의원 (버밍엄 세포드 선거구) | 47대 | 노동당     | 57.56% | 23,075표 | 1위  | 버밍엄 세포드 하원의원 당선 |
| 1981년 선거 | 하원의원 (워링턴 선거구)        | 48대 | 사회민주당 | 42.43% | 12,521표 | 2위  | 낙선                        |
| 1982년 선거 | 하원의원 (글래스고 힐드 선거구) | 48대 | 사회민주당 | 33.37% | 10,106표 | 1위  | 글래스고 힐드 하원의원 당선 |
| 1983년 선거 | 하원의원 (글래스고 힐드 선거구) | 49대 | 사회민주당 | 36.22% | 14,856표 | 1위  | 글래스고 힐드 하원의원 당선 |
| 1987년 선거 | 하원의원 (글래스고 힐드 선거구) | 50대 | 사회민주당 | 35.13% | 14,707표 | 2위  | 낙선                        |